# 雷門助六
雷門 助六（かみなりもん すけろく）は、落語家の名跡。当代は9代目。3代目から4代目はつまびらかではない。
- 初代雷門助六 - 後∶二代目立川金馬
- 二代目雷門助六 - 後∶三代目立川金馬
- 三代目雷門助六 - 後∶四代目立川金馬
- 四代目雷門助六 - 三代目立川金馬の実子。六代目桂文治の門下で文魚となる。後の三代目古今亭志ん生が助六を襲名した後、当時横浜で塗師屋をしていたこの文魚が六代目文治を通して苦情を言い、二・三代目の墓を管理するという条件で、塗師屋をしていた文魚が四代目とし、後の三代目志ん生は五代目の助六とすることになったという記事が、雑誌『文芸倶楽部』24巻2号に残っている。
- 五代目雷門助六 - 後∶三代目古今亭志ん生

## 6代目
六代目雷門 助六（1882年9月9日 - 1934年5月6日）は、東京出身の落語家。本名は青木 鏡太郎。八代目助六は弟子で実子。
- 東京本郷の生まれ。
- 生家は水戸徳川家直属の請負師。
- 一時沼津に住む。
- 学校を出てすぐ11歳で伯父の草履屋に奉公に出ていたがまともに勤まらなかった。
- 15歳の1897年ごろに母の弟であった四代目柳亭左楽（オットセイの左楽）の門下に入って左太郎となる。
- 約5年ほど前座修行を経て1902年に二つ目で左市に改名する。
- 1904年、5代目助六（後の3代目志ん生）門下に移って三代目都家歌六の名で真打に昇進する。
- その後日露戦争に従軍したが復員。
- 明治の末には上方にも出向いた。

兄弟子に後の四代目古今亭志ん生（当時：雷門小助六）がいた。本来この小助六が助六の名跡を継ぐべきところであるが、歌六は小助六に金二十円を支払って助六を名乗る権利を譲ってもらい、1910年12月に晴れて六代目助六となった。
関東大震災被災後は一時下谷佐竹通りに寄席「六三亭」を経営。1933年に引退を表明。引退興行名目で地方を巡業中に静岡入道館出演中に行われた地元新聞社主催の仮装大会出演のためにで着替え準備直後に脳出血に倒れ入院、そのまま意識を回復することなく亡くなった。満51歳没。墓所は杉並区立法寺。戒名は「本覚院法音日鏡居士」。
非常に艶福家で常に4、5人の女性を連れていて自宅はほとんど帰らなかったという、実子の八代目助六も幼いころほとんど一緒に遊んでもらった記憶がないという。

### 弟子
- 雷門三升
- 雷門志ん橋
- 雷門歌之助
- 雷門雷好）
- 初代雷門福助 - この初代福助を通じ、雷門一門は名古屋（小福（登龍亭）一門）・岡山（喜助）に跨ることとなる。
- 六代目都家歌六
- 雷門百助

## 7代目
七代目雷門 助六（1899年11月24日 - 1961年11月19日）は、落語家。本名∶島岡 大助。出囃子は『三下り鞨鼓』。
- 東京浅草の生まれ、父は浪曲師の浪花亭駒右衛門。
- 24歳、六代目春風亭柳枝の門下で春風亭遊枝となる。
- その後二代目三遊亭金馬の門下で金六となる。
- 1922年7月、三遊亭金賀を襲名。
- 1924年2月、三遊亭小金馬を襲名し真打昇進。
- 1928年
  - 2月、柳家金語楼の門下で柳家重楼。
  - 同年3月、曲亭馬きんに改名。
- その後一時廃業。
- 1940年9月、春風亭梅橋として復帰。
- 1942年2月、7代目助六を襲名した。

晩年は横浜中心に独演会で活躍。また芸能斡旋をする興行師のようなこともした。一時池坊の華道の指南で生計を立てていた時期もある。
1961年に死去。満61歳没。
実の息子は太神楽の鏡味小次郎である。

## 8代目
八代目 雷門 助六（1907年4月22日 - 1991年10月11日）は、東京府東京市本郷区壱岐殿坂出身の落語家、喜劇役者。本名∶岩田 喜多二。出囃子は『助六ばやし』。愛称は「六さん」。

### 経歴
父は六代目雷門助六。5歳だった1912年から父の門下で小助六の名で人形町末広で初舞台、以降小噺やかっぽれで舞台に立った。
1917年には五代目柳亭左楽の門人となり、小学校の頃は一時中断していた時期もあったが1921年10月には16歳の若さながら睦の五郎の名で真打に昇進。この時睦ノ太郎、睦の三郎とで若手三羽烏として売り出される。
1928年には父六代目が睦会を脱退し独立した際、自身は睦の五郎を返上し雷門五郎に改名する。この頃初代三遊亭歌奴、柳亭芝楽、六代目橘家圓蔵ら若手真打5人を集めて「五大力の会」を結成。
1934年に父の死去に伴い落語を離れ軽演劇に傾倒し「五郎ショウ」を結成し浅草などの劇場に進出。1937年ごろに雷門五郎劇団を結成、大阪にも進出、大阪では新興キネマ演芸部所属であった、戦中戦後は寄席を離れ軽演劇の一座を率いて全国を巡業。浅草松竹演芸場などを中心に喜劇役者として活躍した。1944年応召され1946年に復員し復帰。1959年より短期間ながら吉本新喜劇の座長として出演した。
1956年7月には八代目桂文楽の斡旋で落語に復帰、落語芸術協会（当時・日本芸術協会）に加入し、寄席に復帰した。1962年10月に父の名八代目雷門助六を襲名し、落語に専念。東京・名古屋・岡山にまたがる雷門一門の惣領として活躍した。
1991年10月11日、大腸がんのため死去。満84歳没。明治生まれで現役では最後の落語家だった。四代目古今亭志ん好は健在だったが高座は引退していた。

### 人物
旧姓は青木。
「あやつり踊り」「かっぽれ」「人形ばなし（二人羽織）」「住吉踊り」「松づくし」など踊りを中心とした寄席芸を確立した。
得意ネタは『長短』『虱茶屋』『片棒』『仕立ておろし』『宮戸川』など。
1981年に勲五等双光旭日章受章。1986年に文化庁芸術祭賞受賞。
晩年は膝を悪くして正座が出来なくなったため、前に釈台を置き、胡坐で演じていた。

### 著書
- 『助六ばやし』 青磁社 1987年4月19日

### 弟子
- 雷門禄郎
- 九代目雷門助六
- 四代目春雨や雷蔵
- 二代目雷門福助
- 雷門喜助
- 雷門ケン坊

## 9代目
9代目雷門 助六（1947年1月13日 - ）は、神奈川県横浜市出身の落語家。落語芸術協会所属。本名は岩田 孝允。出囃子は『助六ばやし』。

### 芸歴
- 1965年4月 - 八代目雷門助六に入門、「花助」を名乗る。
- 1968年9月 - 二ツ目昇進。
- 1981年10月 - 真打昇進、「二代目雷門五郎」を名乗る。
- 1996年1月 - 「九代目雷門助六」を襲名。

### 人物
八代目雷門助六の芸を受け継ぎ「松づくし」「あやつり踊り」の第一人者。旧姓は青木で、後に八代目と養子縁組して岩田姓となる。
横顔が落語芸術協会会長桂歌丸に似ている（ように見えると強弁する）ことをマクラに使っている。
2024年、文化庁長官表彰。

### 弟子

#### 真打
- 三代目雷門小助六

#### 二ツ目
- 雷門音助